# 韩延龙
韩延龙（1934年8月6日—2017年10月31日），江苏徐州人，中华人民共和国法学家，中国社会科学院法学研究所研究员，中国社会科学院荣誉学部委员.

## 生平
年少时在江苏省徐州市第一中学读中学，1954年，进入北京俄语专修学校留苏预备部学习。1955年，前往苏联列宁格勒大学法律系学习，1960年毕业后进入中国科学院（今中国社会科学院）法学研究所，历任研究实习员、副研究员、研究员，法制史研究室研究员、主任。1979年，韩延龙等人筹办中国法律史学会，并任第三任会长。2005年首批入选“当代中国法学名家”， 2006年被评为中国社会科学院荣誉学部委员。2017年10月31日病逝，享年84岁。

## 出版物
编撰了数十篇(本)学术论文和著作： 
著作（包括合著）：《中国新民主主义革命时期根据地法制文献选编》、《中国革命法制史》、《革命根据地法制史》、《中国近代警察史》、《中华人民共和国法制通史》等。
论文：《略论卢梭的政治思想》、《试论抗日根据地的调解制度》、《红色区域司法体系简论》、《红色区域婚姻立法简论》、《人民调解制度的产生和发展》、《台湾立法制度研究》等。